# 라스알카이마 토후국

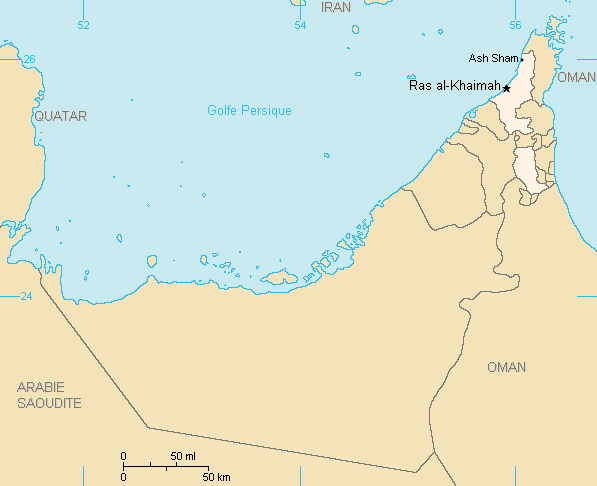
라스알카이마 토후국의 위치를 나타내는 아랍에미리트 지도

라스알카이마 토후국(아랍어: رأس الخيمة)은 아랍에미리트를 구성하는 7개 토후국 중 하나로 아랍에미리트의 최북단, 오만과의 접경 지대에 위치해 있다. 면적은 1,700km3이며 인구는 250,000명 정도이다. 청동기 시대로 거슬러 올라가는 오랜 역사를 자랑하는 곳이며, 기원전 5000년 ~ 기원전 4000년경부터 아라비아 만 주변 문명을 선도하는 관문 역할을 하던 곳이다.
수도는 라스알카이마이며, 도시 인구는 19만 1753명이다. 라스알카이마 국제공항(Ras Al Khaimah International Airport)이 있으며 코우르 라스알카이마(Khour Ras Al Khaimah)라고 불리는 수로(Creek)를 따라 2개 지역으로 나뉜다. 서쪽 구역은 구 라스알카이마로 불리는데 라스알카이마 박물관과 일부 정부 부처 건물이 있다. 동쪽은 알나켈이라 불리며 관저와 정부 부처, 기업, 상업 시설이 밀집해 있다.
이전에는 페르시아만의 무역에 종사하는 해운국이었으나 현재는 농경을 주산업으로 하고 있다.

토후국의 기
토후국의 문장

## 역사
라스알카이마는 중요한 고고학적 유적과 함께 긴 역사를 가지고 있다. 이 직역은 항상 다른 아랍에미레이트 지역과는 달리 비옥한 평원, 산악 지역, 해안 지역, 그리고 사막 지역 등 4개 서로 다른 지형의 조합으로 거주하는 사람들은 특별한 문화를 만들어 왔다. 고고학 발굴 결과 라스알카이마의 문명 역사는 기원전 5000년 이상으로 거슬러 올라간다.

### Ubaid 시기 (기원전 5,500 - 3,800년)
이 시기는 라스알카이마에서 현재까지 알려진 가장 오래된 시기이다. Al Jazeerah Al Hamra에서 멀지않은 곳에서 이 시기의 큰 건물잔해와 지붕들이 발견되었다. 이 잔해들은 이 지역 초기 인간 활동의 증거이다. 또한 도자기, 구슬, 그물, 석기 등도 같은 지역에서 발견되었다. 이들은 초기 베드윈 사막 거주민들이 겨울에 해안지역에서 살았다는 증거가 된다. 도자기는 같은 시기 메소포타미아에서 발견된 것과 유사하다. 이는 두 지역간의 교류를 의미한다. Khatt 지역에서는 발굴자들이 동시대에 해당되는 화강암 도구들을 발견했다.

### Haffet 시기 (기원전 3,200 - 2,600년)
이 시기는 고산지대에 지어진 무덤과 묘지들로 알려졌다. 이들은 그 지역에서 나오는 암석들로 만들어졌는데 모양이 벌집과 같다. 각 무덤은 한 두 칸의 작은 방으로 구성되어 있다. 이 무덤들은 Khatt, Wadi al-Bih 및 Wadi al-Qarw 지역에서 발견된다.

### Umm al-Nar 문명 (기원전 2,600 - 2,000년)
Umm al- Nar 문명은 청동기 초-중기 (third millennium BC)에 해당되며, 아랍에미레이트에서 매우 중요한 문명 발달시기이다. 사료들에 의하면 메소포타미아와 Valley of Inds (이란 남동부) 사이의 교역이 이 시기에 번창했다. 이들지역은 부드럽고 광택을 낸 암석으로 만들어진 고품질의 도자기를 포함한 많은 교역을 이루었다. 이 시기 무덤들은 많은 방들로 이루어진 대규모의 형태로 한 무덤을 여러 세대에 걸쳐서 사용한 것으로 보인다. 가장 큰 무덤은 Shamal 지역에서 발견되며 이 지역 무덤 중 하나는 지름이 14.5m이나 된다. 이 무덤 앞에 있는 돌에는 사람의 발 모양이 새겨져 있다. 1988년 다른 무덤이 라스알카이마 북부 지역인 Menaie Valley에서 발견되었다. Aasama에서 발견된 다른 무덤에는 많은 청동기 유물들이 발견되었는데 이 중에는 화살촉과 단검이 포함된다.

### Wadi Suq 문화시기 (기원전 2,000 - 1,600년)
이 시기의 가장 괄목할 만한 고고학적인 발굴은 Shamal지역에서 발굴된 15개의 거대한 무덤들로 선사시대 유적중 가장 큰 고분군이다. 1976년에 Ghaleelah, Al Qirm, Al Rams, Qarn Al Harf, Khatt 및 Athan 지역에서도 추가로 고분들이 발견되었는데 이들 고분들에 대한 발굴작업은 1985-1990년에 이루어졌다. 대부분의 Wadi Suq 고분들은 거대하고 땅위에 위치한다. 이들의 기초는 석회암이다. 각 고분들은 30-60개의 시신들이 안치된다. 이 고분들에서 발견된 개인 소장품들은 라스알카이마 국립 박물관에 전시되어 있는데, 채색된 컵들, 그릇, 석조 조리도구, 도자기, 뚜껑, 구슬로 이루어진 보석류, 철제 도구 및 무기들이 있다.

### 청동기 후기 (기원전 1,600 - 1,250년)
청동기 후기는 Shamal지역에 사람들이 정착을 시작한 것으로 알려져 있으며, 독일 괴팅겐 대학팀의 발굴로 일부 확인되었다. 산자락에 형성된 지역에는 Arish (시나이 반도 북쪽 이집트) 형태의 집들이 존재하는데 이 형태는 50년전까지 아랍에미레이트 주택의 전형적인 형태였다. 대규모의 패총과 생선뼈들이 이 지역에서 발견되는데 이는 사람들이 그리 멀지않은 소만(creek)에서 생선을 잡았음을 지시한다. 대추야자와 동물의 뼈들이 발견되는 것으로 보아 목축 및 경작도 이우러졌음을 알 수 있다.

### 철기시대 (기원전 1,200 - 300년)
철기시대는 라스알카이마 남부에서 다수의 고분들이 발견되어 잘 알려져 있다. 이들 고분중들은 4개의 방을 가지는 직사각형 형태를 띠는 것들과 말발굽 모양 혹은 원형의 형태를 가지는 것들이 존재한다. 고고학자들은 채색된 냄비 및 다수의 장식된 도자기들을 발굴했다. 가장 중요한 발견중에 하나는 불사조가 새겨져 있는 돌이다. 이 상상의 조류 그림은 이라크 북부 아시리아와 유사하다. 라스알카이마 북부에는 작은 언덕 모양의 거주지가 발견된다. Khatt 지역 거주지는 1968년 발견되었고, 다른 하나는 Shamal에서 발견되었다. 이들 두 거주지는 철기시대 북부 지역의 삶을 나타낸다.

### 그리스 및 페르시아 시대 (기원전 300년-주후 300년)
이슬람이 도래하기 전 그리스 및 페르시다 시기의 유물이 북부에서 출토된다. 유물 및 박물관부의 주도로 라스알카이마 남부 및 북부에서 이 시기 유물들이 발굴되었는데, Shamal, Asimah 및 Wa'ab / Wadi Muna'i 지역에서 발견돼 고분들이 해당된다.

### 사산왕조 시대 (300 - 632년)
라스알카이마를 사산왕조가 점령했다는 사실이 점점 명확해지고 있다. 고고박 발굴팀이 Hulaylah섬에서 사산왕조에 점령을 나타내는 증거를 찾았다. 최근에 Khatt에서 이 시기 두개의 다른 유적지도 발견되었다. 세 번에 걸치 발굴에서 발견된 가장 중요한 것은 사산왕조의 성채다. 이 성채는 라스알카이마 북부의 비옥한 평야지대를 다스리기 위해 건축되었다. 이 유적지는 아랍에미레이트에 이슬람교가 전래된 이후 발굴되었다. 초기 및 후기 이슬람 시기동안 라스알카이마는 고고학적으로 아랍에미레이트에서 가장 중요하게 여겨진다. 초기 이슬람 유적인 Kush와 Hulaylah섬에 잘 보존되어 있다.

### 아바스 왕조 시대 (750 - 1,250년)
이 시기의 역사는 통일된 이슬람제국으로 동아시아와 무역이 크게 확장된 시기였다. 두 지역 유물로 봤을 때 라스알카이마는 초기 이슬람 시기에 교역에 큰 역할을 했을 것으로 추정된다. 이 중 한 지역이 Al Khoush로 이슬람 세력이 확장되는 기간 동안 사산왕조가 버려둔 성채로 이후 사람들이 다시 기거하면서 7세기 동안 유지하게 된다. 두 번째 장소는 Hulaylah 섬으로 야자수 잎사귀로 만든 구조물이 있다. 이 흔적은 소수이고 모호하기는 하지만 역사적 중요성은 크다. 이 두 유적지는 Julfar의 일부로 알려져 있는데, 무슬림 여행자나 지리학자들에게 잘 알려진 오래된 마을이다. 이라크로부터 수입된 일부 아바스 도자기와 중국 자기들이 이 두 지역에서 발견된다. 유물들은 Julfar의 사람들이 이 시기 교역에 얼마나 연관되어 있었는지를 보여준다.

### 후기 이슬람 시대 (14 - 19세기)
14세기 중반 Kush와 Hulaylah 섬은 버려졌다. 사람들은 모래해변에 거주를 시작했는데 이 지역을 Julfar라고 불렀다. 1968년 이 곳은 유명한 고고학자인 Piatris에 의해서 발굴되었고 이 후 프랑스, 영국, 일본, 독일에 의해 많은 고고학 탐사가 이루어졌다. 이 결과 Julfar가 14세기에서 17세기동안 많은 인구가 살았던 곳임이 밝혀졌다. 이 마을은 진흙 벽돌로 만들어졌는데, 마을 주변에 4m 높이와 2.5m 두께를 가지는 진흑벽을 쌓아 방어를 했다. 이 곳은 아라비아만 아래쪽 교역의 중심이었다. Julfar는 먼곳으로부터 온 많은 상인들이 있었으며, 여기서 발견된 도자기들은 아랍 및 유럽 국가들로부터 수입된 것이다. 이 곳은 "바다의 사자"로 불렸던 유명한 아랍의 탐험가인 Ahmad Ibn Majid의 고향이다. Julfar는 Shamal과 Haqeel 계곡에서 만들어진 질 좋은 도자기로 유명했는데 이 두 지역은 걸프지역 국가들로 도자기를 제작 수출하는 중심이었다. 도자기 산업은 500년 이상 이어졌다. 마지막까지 남은 가마는 30년전까지 Haqeel 계곡에 있었다.

### 근현대 (19 - 20세기)
근현대사도 라스알카이마 국립 박물관에 잘 보존되어 있다. 최근 유물과 박물관부는 전통 건물들에 대한 자료를 조사했다. 최근 30년 이상의 오래된 모스크 20여개를 보존하는 사업을 추진중이다. 이 건물들에 대해 벨기에 팀이 기록과 사진 그리고 보존 계획을 세우고 있다.